# Duhovnost
Duhovnost ili latinizam spiritualnost (lat. spiritus: udah, disanje, duh), stanje je svijesti u kojemu se čovjek predaje razvoju vlastita duha kroz vjersku posvećenost Bogu, odnosno, čovjekovo osobno traganje za odgovorima na pitanja života, smrti, smisla, postojanja i odnosa s nadnaravnim. Svaki je čovjek izvorno duhovan, duhovnost je sastavnica njegova bića i identiteta, koju razvija i kroz koju razvija svoju osobnost, tijekom cijeloga života. U širemu smislu, ona je oznaka duhovne dimenzije čovjeka, a u užemu, aktivnost kojom se razvija duhovna sposobnost čovjeka. Duhovnost je složeni dio čovjekova životna iskustva, izraz osjećajnih i umnih čežnji, koji istovremeno uključuje međuljudske odnose i pojedinčev odnos prema samomu sebi. Kao zajednički nazivnik, duhovnost obuhvaća sve ljudske djelatnosti koje su usmjerene prema nematerijalnomu duhovnomu području (najčešće vjerske naravi), premda može obuhvaćati i umjetničko ili  stvaralačko djelovanje.
Pojam duhovnosti usko se vezuje uz religiju i religioznost, no ona je širi pojam od religioznosti, jer se odnosi na značenje, vrijednost i svrhu u životu, potragu za smislom. Ipak, duhovnost jest sastavni dio religije. S obzirom na to da je osobno iskustvo, ne mora biti vezana uz vjersku instituciju ili nužno podrazumijevati pripadnost religiji, nego može označavati i duševno stanje u kojemu čovjek svoju pozornost okreće prema onome što se ne nalazi u njegovoj neposrednoj okolini. Primjerice, proučavanje povijesti ili pisanje poezije neki su od nevjerskih oblika duhovnosti. Biti duhovna osoba znači stavljati vječno, metafizičko i nematerijalno ispred prolaznog, svjetovnog i tvarnog. 
Duhovnost se provodi molitvom, meditacijom (kontemplacijom) i moralnim životom.
Element duhovnog (spiritualnog), kao osnovni element svojevrsnih filozofskih nazora, izvor i prapočelo svih stvari nalazi u transcendentnom, vrhunaravnom. Najviše je prisutan u filozofskim pravcima idealizma i srodnim duhovnim pokretima koji nadnaravnu stvarnost uzimaju kao svoju ishodišnu točku. 
U kršćanstvu, duhovnost je djelovanje Duha Svetoga u čovjekovu životu, odnosno, sve ono što se tiče Božjega djelovanja u čovjeku, život u Bogu i s Bogom.